# Lindelöf-Raum
Ein Lindelöf-Raum ist ein mathematisches Objekt aus der mengentheoretischen Topologie. Es handelt sich um ein Konzept, welches das des kompakten Raums verallgemeinert. Benannt ist der Lindelöf-Raum nach dem Mathematiker Ernst Leonard Lindelöf.
Ein Lindelöf-Raum ist erblich (englisch hereditarily), falls jeder seiner offenen Unterräume ein Lindelöf-Raum ist.

## Definition
Ein topologischer Raum wird Lindelöf-Raum genannt, falls jede offene Überdeckung eine höchstens abzählbare Teilüberdeckung besitzt.

## Satz von Lindelöf
Hat der topologische Raum {\displaystyle X} eine abzählbare Basis, so ist {\displaystyle X} ein Lindelöf-Raum.

## Weitere Eigenschaften
- Jeder kompakte Raum ist ein Lindelöf-Raum. Allgemeiner ist jeder {\displaystyle \sigma }-kompakte Raum ein Lindelöf-Raum.
- Ein topologischer Raum ist genau dann kompakt, wenn er abzählbar kompakt und Lindelöf-Raum ist.
- Für metrisierbare Räume sind die drei Eigenschaften zweitabzählbar, lindelöf und separabel äquivalent.
- Abgeschlossene Teilräume von Lindelöf-Räumen sind wieder Lindelöf-Räume.
- Jeder reguläre Raum, der ein Lindelöf-Raum ist, ist ein normaler Raum.

## Erblicher Lindelöf-Raum
Ein Lindelöf-Raum {\displaystyle X} ist erblich, falls jeder seiner offenen Unterräume auch ein Lindelöf-Raum ist.
- Ist das zweite Abzählbarkeitsaxiom erfüllt, dann ist der Lindelöf-Raum erblich.
- Jeder abzählbare Lindelöf-Raum ist erblich.

### Eigenschaften
- Wenn {\displaystyle X} ein lokalkonvexer Raum mit topologischen Dualraum {\displaystyle X'}, der hausdorff und auch ein erblicher Lindelöf-Raum ist, dann gilt für die zylindrische σ-Algebra {\displaystyle {\mathcal {E}}(X,X')} und borelsche σ-Algebra {\displaystyle {\mathcal {B}}(X)} folgende Gleichheit

{\displaystyle {\mathcal {E}}(X,X')={\mathcal {B}}(X).}